# Luigi Maria Magistretti
Luigi Maria Magistretti (Milano, 26 gennaio 1887 – Milano, 1956) è stato un arpista italiano.

## Biografia
Luigi Maria Magistretti studiò al Conservatorio Musicale di Milano, sotto la guida del compositore Angelo Bovio e dell'arpista Luigi Maurizio Tedeschi.
Fu un importante concertista di arpa dal 1907, insegnò al Conservatorio Klindworth-Scharwenka di Berlino dal 1910 al 1914, e dopo lo scoppio della prima guerra mondiale rientrò in Italia per dedicarsi all'insegnamento al liceo musicale di Genova.
Durante la sua carriera artistica fu autore di studi, esercizi e trascrizioni di lavori classici per arpa,e compositore di musica e di lavori didattici per arpa.
Magistretti ricevette consensi ed ottenne successi con i suoi concerti nei più importanti centri musicali europei, tra i quali le principali città inglesi e irlandesi.

## Opere principali

### Adattamenti e arrangiamenti
- Andantino ed Allegro (Michelangelo Rossi);
- Giga (Baldassare Galuppi);
- Harpsichord Sonata in la major, P 893.06 (Pietro Domenico Paradies);
- Keyboard Solo in mi-bemolle major, (Johann Heinrich Rolle);
- Keyboard Sonata in si minor, K.377 (Domenico Scarlatti);
- Keyboard Sonata in si minor, Op.1 No.17 (Domenico Zipoli);
- Piccoli Pezzi (Jean-Philippe Rameau);
- Pièces de Clavecin (Louis-Claude Daquin);
- Suite in sol minor, HWV 432 (George Frideric Handel).

### Pubblicazioni
- 51 [i.e. Cinquantuni] esercizi giornalieri per arpa, ad uso dei concertisti. 51 daily exercises for harp, for advanced players, Ricordi, Milano, 1918.
- 45 Studi per arpa (Angelo Bovio), Ricordi, Milano, 1922;
- Tema e variazioni dai capricci di Paganini, Ricordi, Milano, 1924.